# Amblyopone gnoma
Amblyopone gnoma är en myrart som beskrevs av Taylor 1979. Amblyopone gnoma ingår i släktet Amblyopone och familjen myror. Inga underarter finns listade i Catalogue of Life.

## Bildgalleri

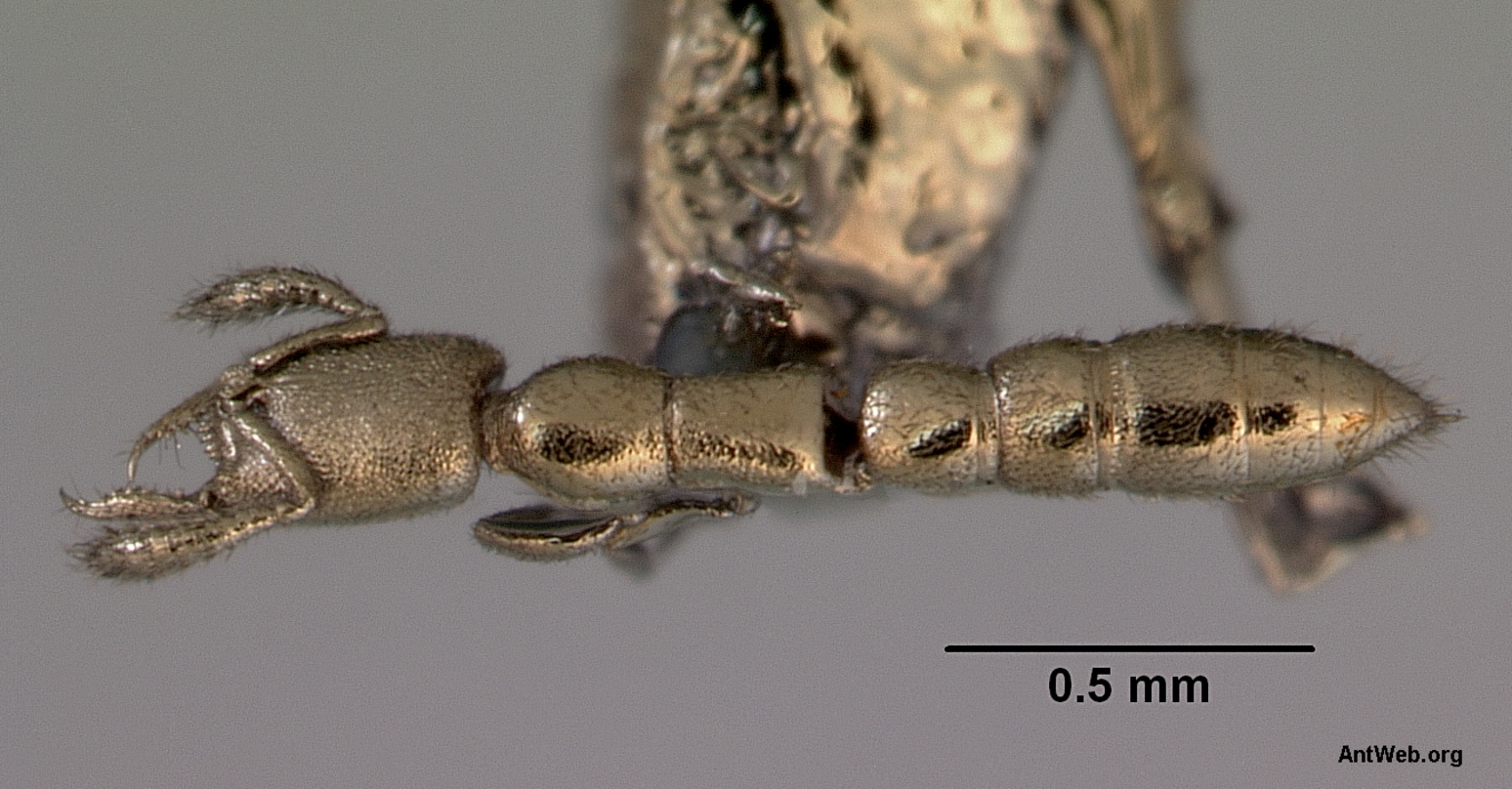
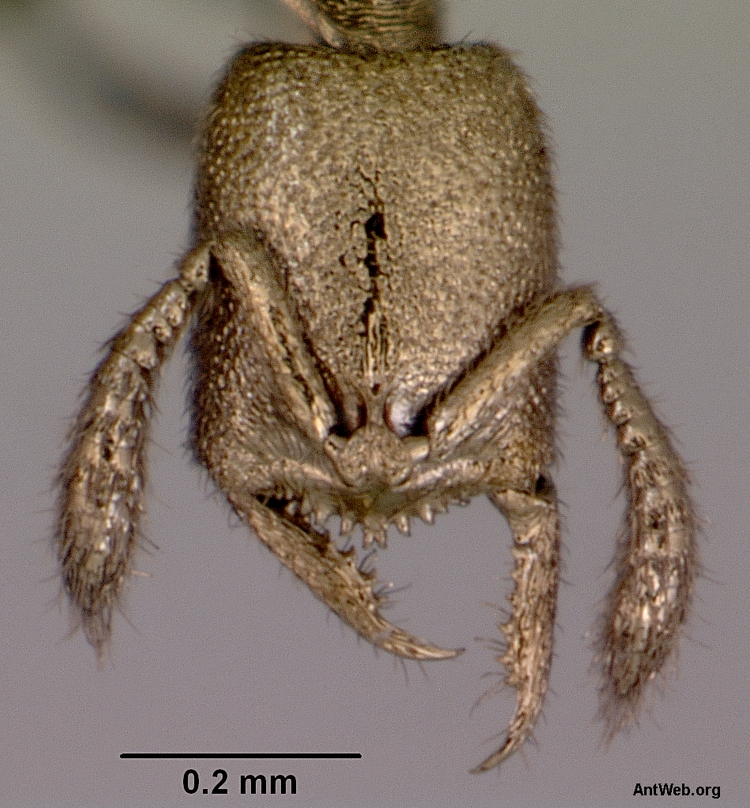
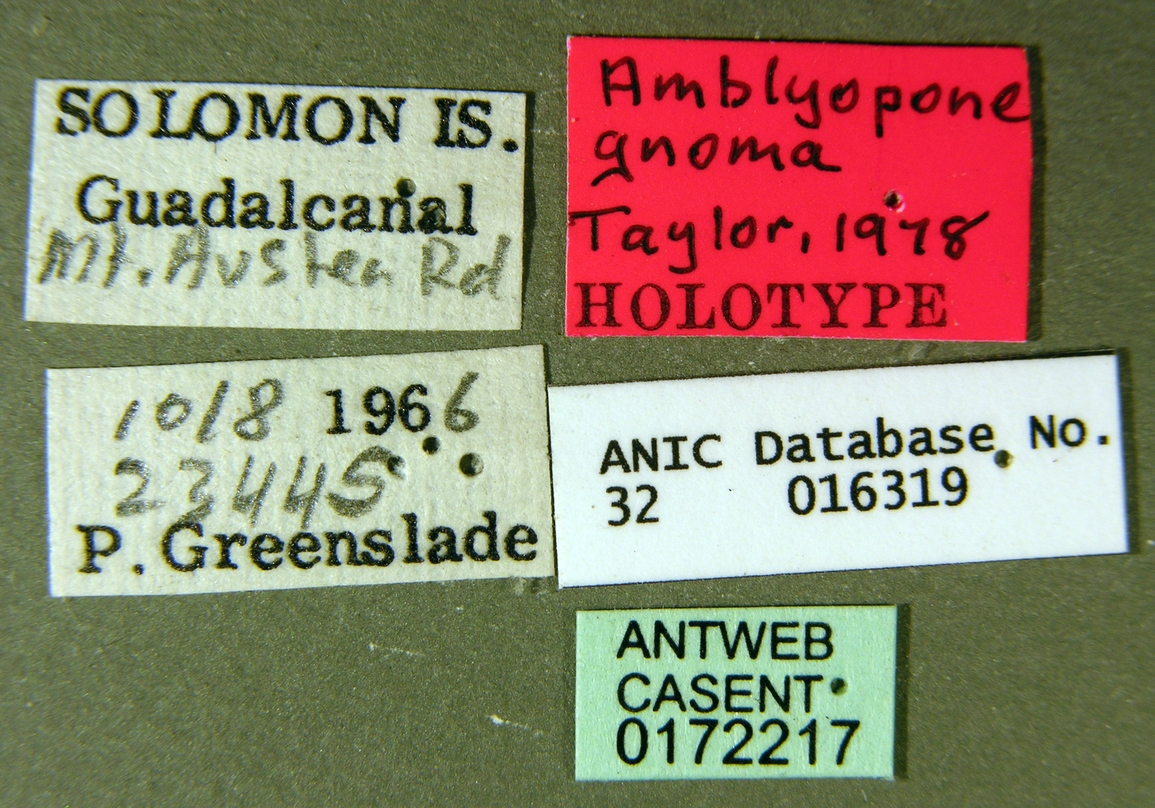
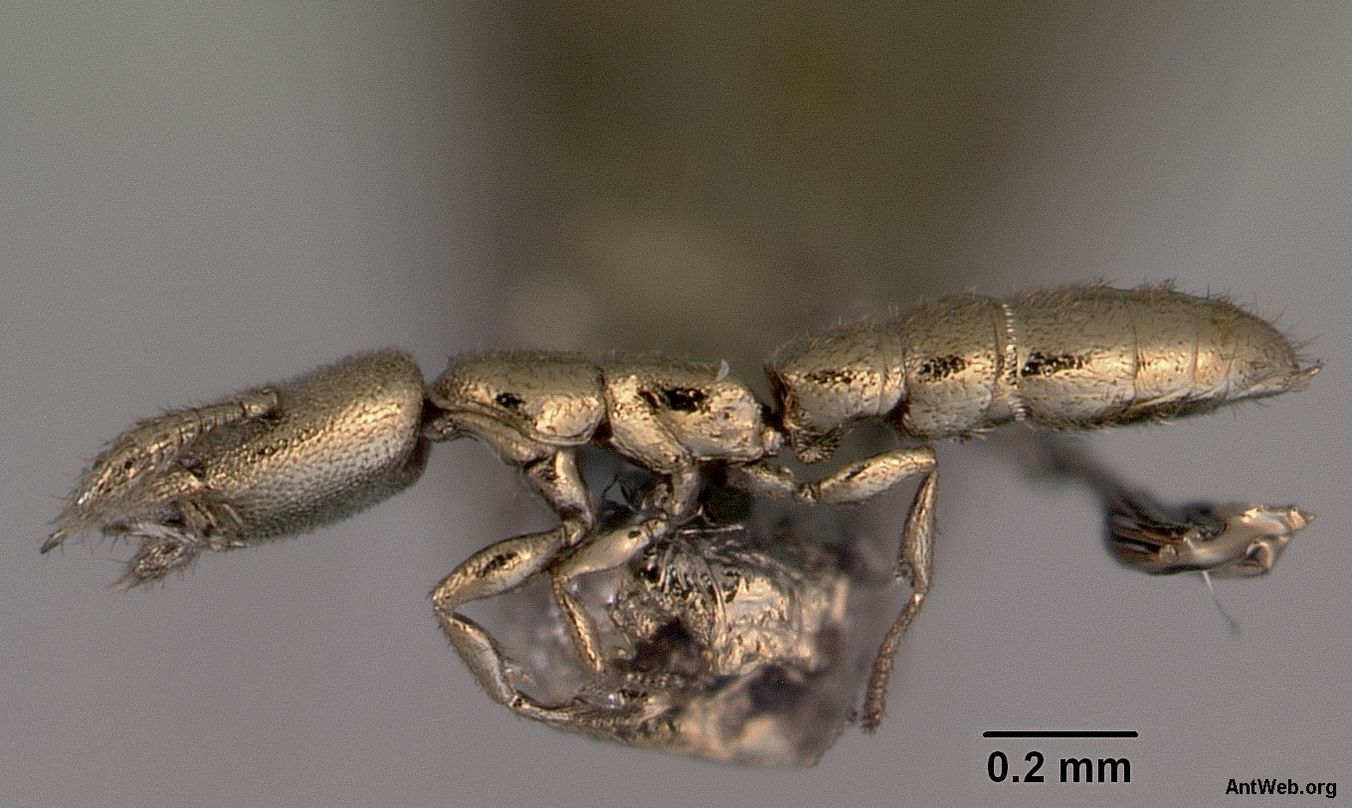
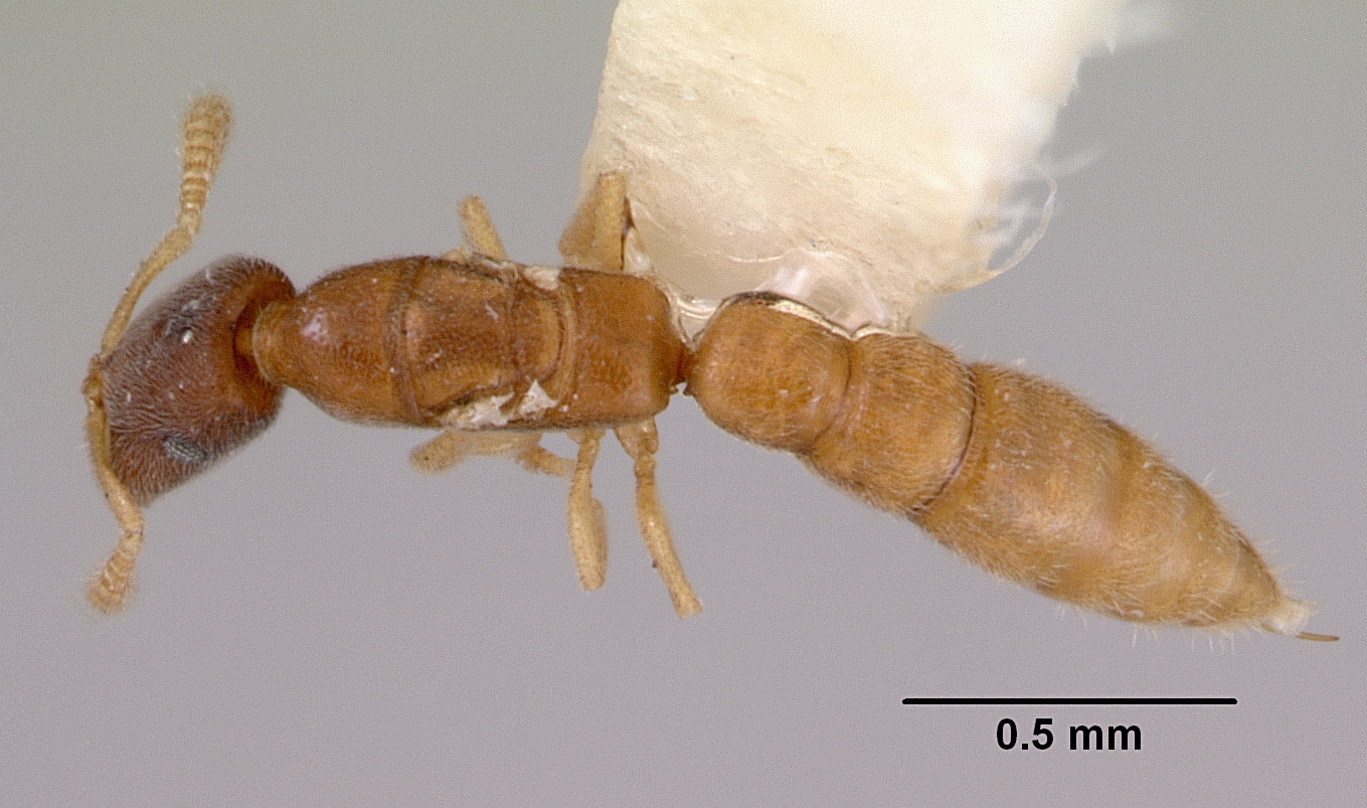
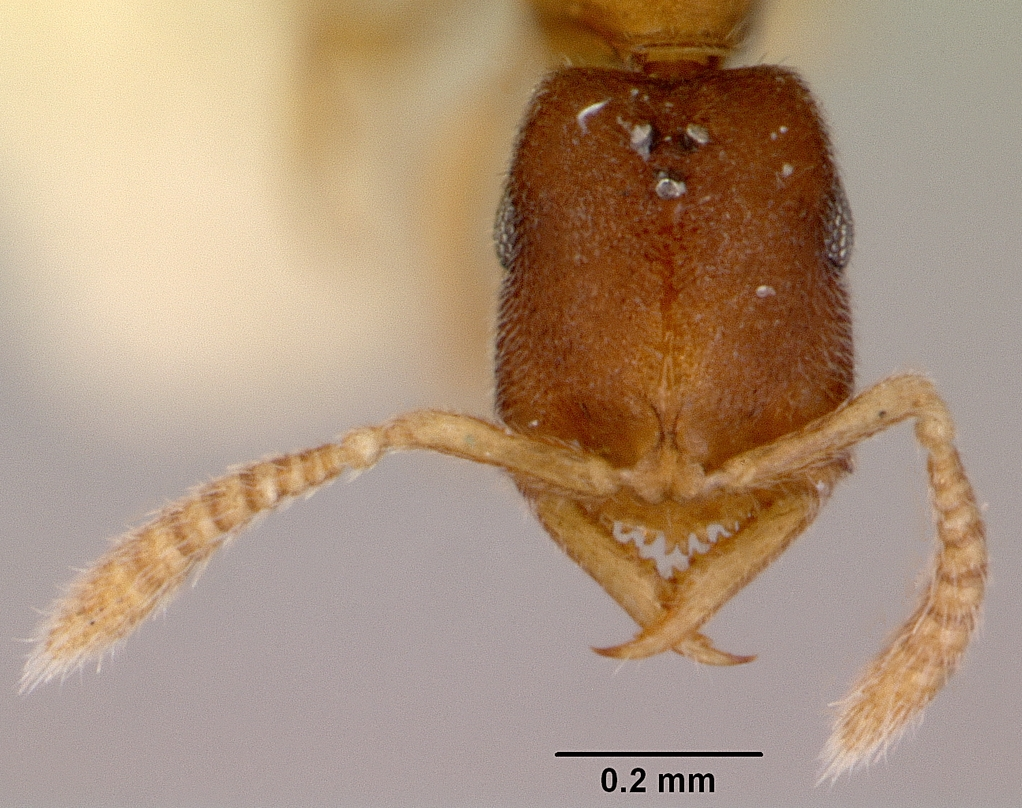